# ليندسي هيثكوت بريغز
ليندسي هيثكوت بريغز (بالإنجليزية: Lindsay Heathcote Briggs)‏ هو كيميائي نيوزيلندي، ولد في 3 يناير 1905 في هاستينجس في نيوزيلندا، وتوفي في 16 يناير 1975 في أوكلاند في نيوزيلندا.